# Trånghallasandsten

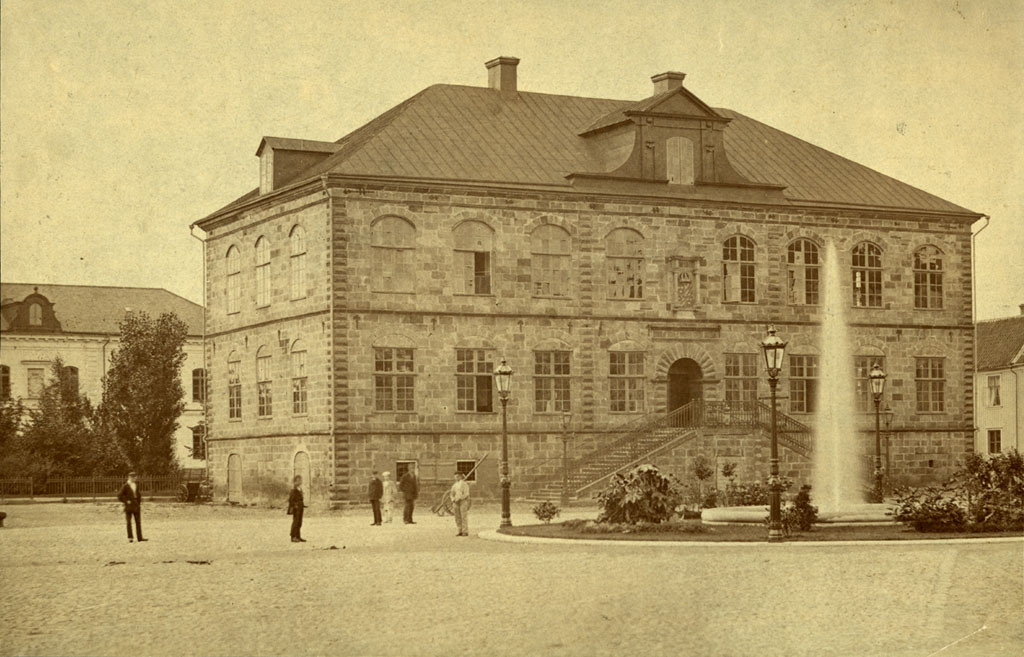
Göta hovrätt i Jönköping

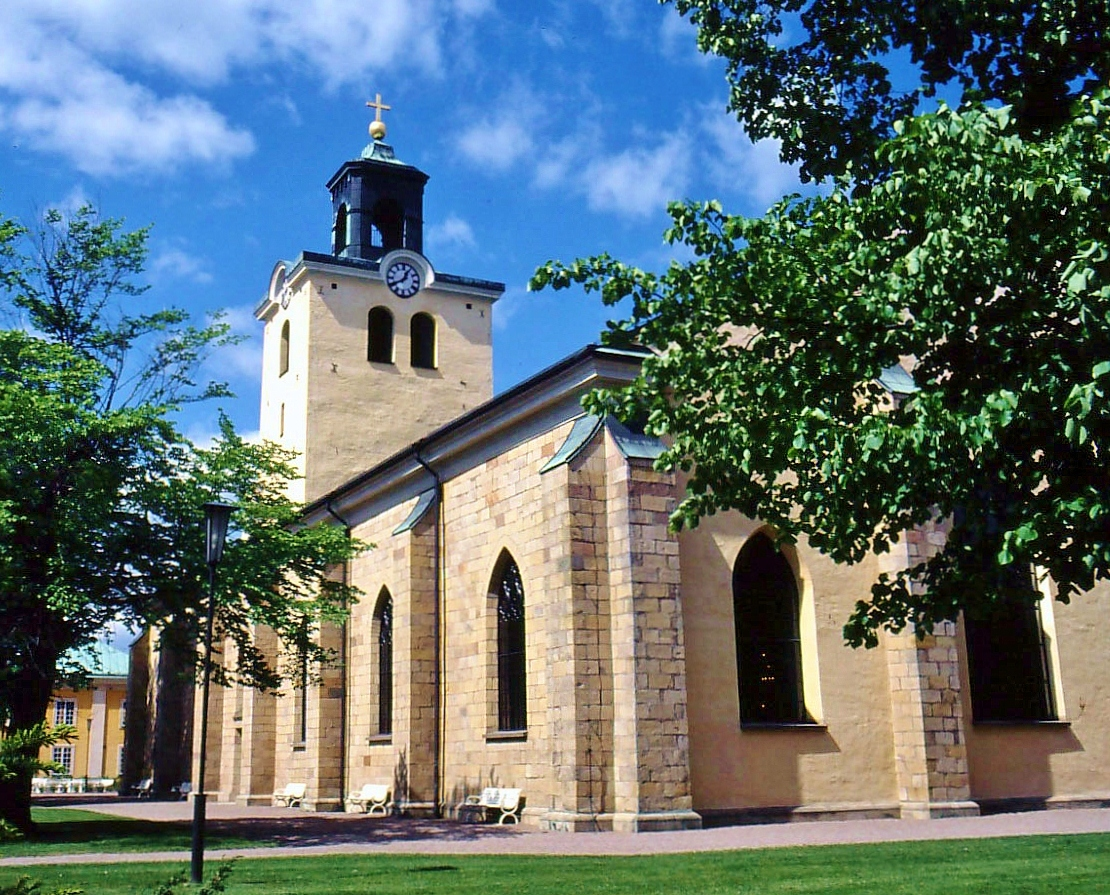
Kristinakyrkan i Jönköping

Trånghallasandsten är ett lokalt, icke formellt godkänt, namn på  den sandsten, som har brutits i Trånghalla vid Vättern nordväst om Jönköping som tillhör Visingsögruppen. 
Ett stenbrott i Trånghalla finns omnämnt 1390, och dess sandsten användes då rimligen till fundament till byggnader för det i övrigt i tegel uppförda Jönköpings franciskanerkloster, efter reformationen 1536 ombyggt till befästningsanläggningen Jönköpings slott. Efter att ha bränts ned byggdes slottet åter upp från 1593, och då användes huggen sandsten från Omberg och Trånghalla för hörn och muröppningar, bland annat för den på 2010-talet utgrävda sydöstra bastionen Carolus.
Från 1640-talet bröts sandsten för Göta hovrätts byggnad i Jönköping och för Kristinakyrkan i Jönköping. Stenen fraktades med rodda pråmar från stenbrottet till hamnbassängen vid kanalen vid Kristinakyrkan (nuvarande Östra torget) i Jönköping.